# Rick Brooks
Richard Brooks (* 1956) ist ein US-amerikanischer Basketballtrainer.

## Werdegang
Der aus dem US-Bundesstaat North Carolina stammende Brooks war von 1991 bis 1993 luxemburgischer Nationaltrainer. Ab 1993 war er im selben Land Trainer beim BBC Etzella Ettelbrück. Brooks blieb dort bis 1996 im Amt. 1996 wechselte er zum UBC Mattersburg nach Österreich und führte die Mannschaft im Spieljahr 1996/97 ins Viertelfinale um die österreichische Meisterschaft.
Er war als Trainer in Italien und ebenfalls in seinem Heimatland tätig. Im Spieljahr 1999/2000 betreute er den österreichischen Bundesligisten Panthers Fürstenfeld. 2000 stand sein Wechsel zu T71 Diddeleng (Luxemburg) fest, allerdings wurde die Vereinbarung im August 2000 wieder gelöst, Brooks ging stattdessen nach Neuseeland.
Im Spieljahr 2000/01 zog er mit den Wörthersee Piraten als Tabellenfünfter der Hauptrunde in die Meisterrunde ein und erreichte anschließend die Endspielserie um die österreichische Meisterschaft. Obwohl man den Meistertitel verpasste, wurde der zweite Rang als größter Erfolg der Vereinsgeschichte eingestuft. Anschließend verließ er den Verein. 2003/04 war Brooks erneut Trainer der Wörthersee Piraten.
Im Zeitraum 2005 bis 2008 hatte der US-Amerikaner das Traineramt beim BBC Amicale Steinsel inne. 2006/07 wurde Brooks vom Fachportal Eurobasket.com als bester Trainer der Saison in der Luxemburger DBBL ausgezeichnet.
Im Sommer 2008 wurde Brooks Trainer von Inter Bratislava in der Slowakei, dem Heimatland seiner Ehefrau. Schon Ende Oktober 2008 wurde Brooks in Bratislava durch Juraj Adamčík ersetzt.
Im Januar 2009 kehrte Brooks als Trainer zum BBC Etzella Ettelbrück zurück und betreute die Mannschaft bis zum Ende des Spieljahres 2008/09. Er betätigte sich in der Slowakei in der Jugendarbeit und war Trainer bei Jugendtrainingsveranstaltungen in anderen Ländern, darunter Italien und Marokko. 2018/19 war er Jugendtrainer beim BBC Amicale Steinsel.